# 杨冬生
杨冬生（1958年12月—），男，汉族，四川省广安市人，1981年6月加入中国共产党，1976年10月参加工作。中华人民共和国政治人物、林业学家。

## 人物经历
1976年10月，杨冬生以知识青年的身份被下放到四川省广安县苏溪公社，1978年恢复大学入学考试后，他考入四川农学院（四川农业大学）林学系，并在本科期间加入中共。1982年毕业后，他留在四川农业大学任教，先后担任助教、讲师，学校外事办副主任、校森林生态教研室副主任、林学系工会主席、林木培育教研室主任等职，并最终取得教授职称。1996年，杨冬生离开四川农大，步入政坛，出任四川省林业厅副厅长、党组成员，期间，因在环境保护领域做出贡献，于2003年获得“全国保护母亲河行动先进个人”称号，并于2003年3月升任四川林业厅厅长。
2006年9月，杨冬生外放至宜宾市，出任该市党委书记，期间曾兼任同市人大常委会主任。并于翌年当选为中共十七大代表。2013年2月，杨冬生调回成都，出任四川省国土资源厅厅长。
2018年1月，他当选为第十二届四川省政协常委、经济委员会主任，直到2022年1月离职。